# Boršt, Koper
Boršt je naselje v Slovenski Istri  , ki upravno spada pod Mestno občino Koper.
Leži na 353 metrih nadmorske višine na vrhu hriba Varda. Od Kopra je oddaljen 13 km. Po dolini južno od vasi teče zgornji tok reke Dragonje. Sosednja naselja so Labor, Glem, Truške, Topolovec ...

## Prebivalstvo
Po podatkih iz leta 2016 Boršt šteje 182 prebivalcev. Za primerjavo; leta 1931, ko je število doseglo višek, je štel 345 prebivalcev. Med letoma 1949 in 1967, ko so bili pogoji za življenje še vedno težki, se je vas napol izpraznila. V zadnjem desetletju je število prebivalcev spodbudno naraslo na 182.
| Leto | Število prebivalcev | Razlika od prejšnjega štetja |
| ---- | ------------------- | ---------------------------- |
| 1869 | 253                 | –                            |
| 1900 | 311                 | –58                          |
| 1931 | 345                 | –33                          |
| 1961 | 175                 | –170                         |
| 1971 | 156                 | –19                          |
| 1981 | 117                 | –39                          |
| 2002 | 103                 | –14                          |
| 2016 | 182                 | +79                          |

Najpogostejši priimki v vasi so Bembič, Lazar, Jerman, Bržan, Kodarin, Jurinčič ...

## Zgodovina
V rimskem obdobju se je tu nahajalo naselje Elpidium. To področje je bilo nekoč močno poraščeno z gozdovi, zato ime Boršt (nem. »gozd«) ne preseneča. 
Tukaj naj bi se rodil sv. Nazarij (god 19. junija), prvi koprski škof in zavetnik Kopra. 
V vasi še danes stoji cerkev sv. Roka in Sebastjana iz 13. stoletja, nekdanja  podružnica cerkve sv. Kancijana v Truškah, sedaj pa podružnica župnije Marezige.   
Med 2. svetovno vojno je v okolici Boršta delovala komanda mesta Koper. Do današnjih dni se je ohranil vsakoletni pohod na bunker 8. februarja za slovenski kulturni praznik. V vasi so med drugo svetovno vojno vaščani rešili sestreljenega ameriškega padalca Charlesa Daughertya, ki se je v znak hvaležnosti še velikokrat vrnil v vas.  
Po vojni so vaščani zgradili zadružni dom in pozneje tudi odkupno mesto, kjer so lahko prodajali svoje pridelke zadrugi in zatem tudi Agrariji.
Električni tok je bil v vas napeljan leta 1954. Do leta 1965 je v vasi delovala osnovna šola, ki še danes zgolj kot stavba stoji in je ena največjih v vasi. V preteklosti sta v vasi delovali tudi gostilna in trgovina.
Vodovod je bil napeljan leta 1990.

## Okolica
Zaradi lege vasi na slemenu je od tod lep razgled na Koper, Trst in ob lepem vremenu tudi na celoten Tržaški zaliv. Zahodno od vasi se nahajajo obsežni vinogradi podjetja Agraria Koper.

## Dostop
Boršt je od Kopra oddaljen 13 km, približno 20 minut vožnje. Dostop je po asfaltirani cesti (Koper–Vanganel–Babiči–Boršt) ali z vlakom do Kopra in od tu z avtobusom do Boršta.